# Patrick Entat
Pas d'image ? Cliquez ici

a Compétitions nationales et continentales officielles uniquement.

b Matchs officiels uniquement.
Patrick Entat, né le 19 septembre 1964 à Avignon, est un joueur français de rugby à XIII évoluant au poste de demi de mêlée reconverti entraîneur. Formé à Avignon, il fait ses débuts professionnels avec ce même club. Il devient l'un des premiers Français à tenter une aventure à l'étranger puisque par deux fois il joue en Angleterre, d'abord en 1990 pour Hull FC puis en 1994 avec Leeds. Il participe également à l'aventure du Paris SG en 1996 lors de la création de la Super League.
Cette trajectoire de carrière lui permet de rejoindre l'équipe de France pour y disputer notamment la Coupe du monde 1985-1988, 1989-1992 et 1995.

## Biographie
Il remporte avec Hull FC le Premiership en 1991.

## Palmarès

### En tant que joueur
- Collectif :
  - Vainqueur de la « Rugby League Championship » : 1991 (Hull FC).
  - Vainqueur du Championnat de France : 1992 (Carcassonne)
  - Vainqueur de la Coupe de France : 1989 (Avignon).

#### Détails en club
| Saison    | Saison              | Championnat              | Championnat | Coupe              | Coupe        | Sélection | Sélection | Sélection | Sélection | Sélection | Sélection | Sélection |
| Saison    | Saison              | Comp.                    | Class.      | Comp.              | Class.       | Comp.     | M         | Pts       | Ess.      | Buts      | Dp.       |           |
| --------- | ------------------- | ------------------------ | ----------- | ------------------ | ------------ | --------- | --------- | --------- | --------- | --------- | --------- | --------- |
| 1983-1984 | SO Avignon          | Championnat de France    | 7e          | Coupe de France    | 1/8 finale   |           |           |           |           |           |           |           |
| 1984-1985 | SO Avignon          | Championnat de France    | 10e         | Coupe de France    | 1/8 finale   |           |           |           |           |           |           |           |
| 1985-1986 | SO Avignon          | Championnat de France    | 1/4 finale  | Coupe de France    | 1/4 finale   |           | 2         | -         | -         | -         | -         |           |
| 1986-1987 | SO Avignon          | Championnat de France    | 1er tour    | Coupe de France    | 1/8 finale   |           | 1         | -         | -         | -         | -         |           |
| 1987-1988 | SO Avignon          | Championnat de France    | 11e         | Coupe de France    | 1/4 finale   |           |           |           |           |           |           |           |
| 1988-1989 | SO Avignon          | Championnat de France    | 1/4 finale  | Coupe de France    | Vainqueur    |           |           |           |           |           |           |           |
| 1989-1990 | SO Avignon          | Championnat de France    | 1/2 finale  | Coupe de France    | ?            |           | 5         | -         | -         | -         | -         |           |
| 1990-1991 | Hull FC             | Championnat d'Angleterre | 3e          | Coupe d'Angleterre | 1er tour     |           | 7         | 4         | 1         | -         | -         |           |
| 1991-1992 | AS Carcassonne      | Championnat de France    | Champion    | Coupe de France    | 1/8 finale   |           | 5         | 4         | 1         | 1         | 1         |           |
| 1992-1993 | ?                   | Championnat de France    |             | Coupe de France    |              |           |           |           |           |           |           |           |
| 1993-1994 | SO Avignon          | Championnat de France    | 11e         | Coupe de France    | ?            |           | 6         | 4         | 1         | -         | -         |           |
| 1994-1995 | Leeds Rhinos        | Championnat d'Angleterre | 2e          | Coupe d'Angleterre | Finaliste    |           | 8         | 8         | 2         | -         | -         |           |
| 1996      | Paris Saint-Germain | Super League             | 11e         | Coupe d'Angleterre | Non disputée |           | 2         | -         | -         | -         | -         |           |

### En tant qu'entraîneur
- Collectif :
  - Finaliste de la Coupe de France : 1998 (Avignon).